# Caloptilia aeolastis
Caloptilia aeolastis là một loài bướm đêm thuộc họ Gracillariidae. Nó được tìm thấy ở Brasil.